# Marco Chiosa
Marco Chiosa (Cirié, 19 novembre 1993) è un calciatore italiano, difensore dell’Arezzo.

## Biografia
Nato a Cirié, nel novembre 2019 si laurea in Scienze politiche e sociali all’Università di Torino discutendo la tesi “I social network e il mondo del calcio”.  La sua fidanzata Rebecca Corsi è vice presidente e amministratore delegato dell’Empoli di proprietà del padre Fabrizio ed è anche consigliere della Lega Calcio, prima donna dai tempi di Rossella Sensi, e presidente della selezione femminile. Dalla loro unione nell’ottobre 2023 nasce Blu Marisa.

## Caratteristiche tecniche
Di piede sinistro, predilige la posizione sinistra di difesa nel modulo 3-5-2, con cui ha giocato nel Bari e nell'Avellino. Impiegato anche come centrale di sinistra e terzino sinistro nelle difese a quattro. Abile nel gioco d'anticipo.

## Carriera

### Club
Cresce nelle giovanili del Torino, con cui disputa due campionati primavera nelle stagioni 2010-2011 e 2011-2012 e due edizioni del Torneo di Viareggio. Nelle due stagioni successive la società granata lo cede in prestito rispettivamente in Lega Pro Prima Divisione alla Nocerina e in Serie B al Bari. Con i pugliesi fa il suo debutto in Serie B il 23 agosto 2013 nella partita Reggina-Bari 0-0, giocando l'intera gara. Nella stagione 2014-2015, con la formula del prestito con diritto di opzione e controopzione, approda all'Avellino.
Il 1º luglio, scaduto il prestito, ritorna al Torino. Due settimane dopo, il 13 luglio 2015, fa ritorno in Irpinia in prestito con diritto di riscatto.
Nella stagione 2016/2017 si trasferisce al Perugia. Dopo una prima parte della stagione in cui non trova grande fortuna, nel gennaio 2017 si trasferisce in prestito con diritto di riscatto al Novara Calcio e a giugno viene riscattato dal Torino per 500.000 euro. Conquistatosi il posto da titolare, rimane nonostante la retrocessione in Serie C e nel frattempo diventa capitano. Colleziona in tutto 64 presenze e 1 gol.
Il 27 gennaio 2019 si trasferisce a titolo definitivo all’Entella ritrovando Roberto Boscaglia, suo allenatore nei primi mesi a Novara, e lo stesso giorno debutta da titolare nella vittoria per 3-1 contro il Cuneo. Segna il suo primo gol il 20 febbraio nella vittoria interna per 3-1 contro la Pistoiese. Gioca quindi il girone di ritorno da titolare e con 20 presenze e 1 gol contribuisce all'immediato ritorno in B dei liguri. Diventato un punto fermo dei biancocelesti nella serie cadetta, nel corso della stagione 2020/2021 arriva a indossare la fascia da capitano quando sono assenti Luca Nizzetto, Andrea Paolucci e Michele Pellizzer. In occasione di Pescara-Entella 1-1 del 27 aprile 2021 si procura una lesione al crociato anteriore del ginocchio destro venendo operato la settimana seguente a Villa Stuart. Rimasto a Chiavari anche dopo la retrocessione in C, rivede il campo il 31 ottobre nel finale di Entella-Imolese 2-0 per poi tornare a giocare da titolare, e con la fascia da capitano al braccio, tre giorni dopo in Padova-Entella di Coppa Italia di Serie C. Il 7 marzo 2022 taglia il traguardo delle 100 presenze in biancoceleste nella vittoria interna contro la Carrarese mentre il 14 settembre seguente in Entella-Rimini 0-2 tocca quota 300 presenze complessive con i club.
Il 25 agosto 2023 dopo quattro anni e mezzo lascia l’Entella per passare all’Arezzo.

### Nazionale
Ha militato in Under-19, Under-20 e B Italia. Ha collezionato anche alcune convocazioni in Under-21, senza mai debuttare.
Nel luglio 2015 viene inizialmente convocato alle Universiadi in Corea del Sud con la Nazionale universitaria, ma poi non prende parte alla spedizione azzurra che conquista la medaglia d'oro.

## Filmografia
- 2015 - Una meravigliosa stagione fallimentare.

## Statistiche

### Presenze e reti nei club
Statistiche aggiornate al 7 maggio 2025.
| Stagione              | Squadra               | Campionato            | Campionato | Campionato | Coppe nazionali | Coppe nazionali | Coppe nazionali | Coppe continentali | Coppe continentali | Coppe continentali | Altre coppe | Altre coppe | Altre coppe | Totale | Totale |
| Stagione              | Squadra               | Comp                  | Pres       | Reti       | Comp            | Pres            | Reti            | Comp               | Pres               | Reti               | Comp        | Pres        | Reti        | Pres   | Reti   |
| --------------------- | --------------------- | --------------------- | ---------- | ---------- | --------------- | --------------- | --------------- | ------------------ | ------------------ | ------------------ | ----------- | ----------- | ----------- | ------ | ------ |
| 2012-2013             | Nocerina              | 1D                    | 25+2       | 1          | CI+CI-LP        | 1+2             | 0               | -                  | -                  | -                  | -           | -           | -           | 30     | 1      |
| 2013-2014             | Bari                  | B                     | 25         | 0          | CI              | 0               | 0               | -                  | -                  | -                  | -           | -           | -           | 25     | 0      |
| 2014-2015             | Avellino              | B                     | 32         | 0          | CI              | 2               | 0               | -                  | -                  | -                  | -           | -           | -           | 34     | 0      |
| 2015-2016             | Avellino              | B                     | 28         | 0          | CI              | 0               | 0               | -                  | -                  | -                  | -           | -           | -           | 28     | 0      |
| Totale Avellino       | Totale Avellino       | Totale Avellino       | 60         | 0          |                 | 2               | 0               |                    | -                  | -                  |             | -           | -           | 62     | 0      |
| 2016-gen. 2017        | Perugia               | B                     | 4          | 0          | CI              | 1               | 0               | -                  | -                  | -                  | -           | -           | -           | 5      | 0      |
| gen.-giu. 2017        | Novara                | B                     | 18         | 1          | CI              | 0               | 0               | -                  | -                  | -                  | -           | -           | -           | 18     | 1      |
| 2017-2018             | Novara                | B                     | 29         | 0          | CI              | 0               | 0               | -                  | -                  | -                  | -           | -           | -           | 29     | 0      |
| 2018-gen. 2019        | Novara                | C                     | 14         | 0          | CI+CI-C         | 4+0             | 0               | -                  | -                  | -                  | -           | -           | -           | 18     | 0      |
| Totale Novara         | Totale Novara         | Totale Novara         | 61         | 1          |                 | 4               | 0               |                    | -                  | -                  |             | -           | -           | 65     | 1      |
| gen.-giu. 2019        | Virtus Entella        | C                     | 20         | 1          | CI              | 0               | 0               | -                  | -                  | -                  | SC-C        | 1           | 0           | 21     | 1      |
| 2019-2020             | Virtus Entella        | B                     | 31         | 1          | CI              | 1               | 0               | -                  | -                  | -                  | -           | -           | -           | 32     | 1      |
| 2020-2021             | Virtus Entella        | B                     | 29         | 0          | CI              | 2               | 0               | -                  | -                  | -                  | -           | -           | -           | 31     | 0      |
| 2021-2022             | Virtus Entella        | C                     | 22+3       | 0          | CI-C            | 1               | 0               | -                  | -                  | -                  | -           | -           | -           | 26     | 0      |
| 2022-2023             | Virtus Entella        | C                     | 28+2       | 0          | CI-C            | 3               | 0               | -                  | -                  | -                  | -           | -           | -           | 33     | 0      |
| Totale Virtus Entella | Totale Virtus Entella | Totale Virtus Entella | 130+5      | 2          |                 | 7               | 0               |                    | -                  | -                  |             | 1           | 0           | 143    | 2      |
| 2023-2024             | Arezzo                | C                     | 26         | 2          | CI-C            | 0               | 0               | -                  | -                  | -                  | -           | -           | -           | 26     | 2      |
| 2024-2025             | Arezzo                | C                     | 24+2       | 0          | CI-C            | 3               | 1               | -                  | -                  | -                  | -           | -           | -           | 29     | 1      |
| Totale Arezzo         | Totale Arezzo         | Totale Arezzo         | 50+2       | 2          |                 | 3               | 1               |                    | -                  | -                  |             | -           | -           | 55     | 3      |
| Totale carriera       | Totale carriera       | Totale carriera       | 355+9      | 6          |                 | 20              | 1               |                    | -                  | -                  |             | 1           | 0           | 385    | 7      |

## Palmarès

### Club

#### Competizioni nazionali
- Serie C: 1

Virtus Entella: 2018-2019 (Girone A)